# 844
844 (DCCCXLIV) je bilo prestopno leto, ki se je po julijanskem koledarju začelo na torek.

## Dogodki
- 1. januar